# Psiadia altissima
Arina, Iary
Espèce
Classification phylogénétique
Psiadia altissima est une espèce de plante à fleurs de la famille des Asteraceae, originaire de Madagascar. Elle est également connue sous les noms d’arina ou de iary. C'est une plante buissonnante dont on en extrait une huile essentielle.